# Ramorinoa girolae
Ramorinoa girolae là một loài thực vật có hoa trong họ Đậu. Loài này được Speg. miêu tả khoa học đầu tiên.